# Mecranium tuberculatum
Mecranium tuberculatum är en tvåhjärtbladig växtart som beskrevs av Ignatz Urban. Mecranium tuberculatum ingår i släktet Mecranium och familjen Melastomataceae. Inga underarter finns listade i Catalogue of Life.